# 세차JANG
《세차JANG》은 2024년 12월 16일부터 2025년 3월 17일까지 KBS 2TV에서 방영되었던 예능 프로그램이다.

## MC
- 장민호
- 장성규

## 게스트 & 아르바이트생
- 2024년 12월 16일 : 이주형, 조폭여친 ,추신수, 정지소
- 2024년 12월 23일, 12월 30일 : 백호(알바), 이사배
- 2025년 1월 20일 : 강소라, 미미미누 (알바)
- 2025년 1월 31일,2월 3일 : 옹성우 (알바), 조나단 욤비, 파트리샤 욤비, 엄보람, 에일리
- 2025년 2월 10일 : 송일국, 이승국(알바), 주연, 신현지
- 2025년 2월 17일 : 임우일 (알바), 김경욱, 이재원, 유다빈밴드, 시우민 (알바)
- 2025년 2월 24일 : 너덜트, 다이나믹 듀오, 거미, 시우민(알바), 나일준
- 2025년 3월 3일 : 수빙수, 정혁, 이장준(알바), 제이슨 리
- 2025년 3월 10일 : 추성훈, 이창호, 곽범 ,한해, 백호(알바)
- 2025년 3월 17일 : 정혁(알바), 홍진호, 란타레오, 정동원

## 시청률
| 회차   | 방송일    | 시청률 |        |        |
| 2024년 | 2024년    | 2024년 | 2024년 | 2024년 |
| ------ | --------- | ------ | ------ | ------ |
| 1      | 12월 16일 | 1.4%   |        |        |
| 2      | 12월 23일 | 0.9%   |        |        |
| 3      | 12월 30일 | 2.0%   |        |        |
| 2025년 |           |        |        |        |
| 4      | 1월 6일   | 1.0%   |        |        |
| 5      | 1월 13일  | 1.8%   |        |        |
| 6      | 1월 20일  | 1.0%   |        |        |
| 7      | 2월 3일   | 1.8%   |        |        |
| 8      | 2월 10일  | 1.3%   |        |        |
| 9      | 2월 17일  | 1.2%   |        |        |
| 10     | 2월 24일  | 0.9%   |        |        |
| 11     | 3월 3일   | 1.3%   |        |        |
| 12     | 3월 10일  | 0.6%   |        |        |
| 13     | 3월 17일  | 1.1%   |        |        |

## 결방
- 1월 27일 : 설연휴로 인한 결방